# Borlovagrend
A borlovagrend a lovagrendek mintájára felépülő szervezet, tagjai azonban nem nemesek, hanem (a borkészítéssel vagy a borkultúrával kapcsolatban álló) polgári személyek. Ezért a borlovagrendi tagsághoz nem volt szükség a nemesség igazolására és tagjai nem viselnek kardot, sem más fegyvert. A borlovagrendek eredete kapcsolatban lehet a lovagi kultúrával. Amikor valakit perszevanttá avattak, a jelöltet két heroldnak kellett ajánlania, akit ezt követően a fejedelem vagy egy címerkirály borral megkeresztelt és címeres kabátba öltöztették.
A borlovagrendek általában nem szociális, társadalmi és vallási feladatokat látnak el, mint a hagyományos lovagrendek, hanem céljuk a borkultúra fejlesztése, a jó bor dicsérete, a tudományos kutatás elősegítése, borfesztiválok szervezése.
Saját címert és zászlót használnak, saját rendi öltözékük, hosszú köpenyük és a lovagi rendjelekhez hasonló jelvényeik vannak. A tagok egyik jelvénye a nyakukban láncon viselt kóstoló kehely a bor kóstolására, mely egyben rendi jelvény is. Talárt viselnek, a hozzá illő fejfedővel. A rend élén általában a nagymester, a szenátus feje stb. áll. További tisztviselők pl. a prokonzul, legátus, adminisztrátor, kincstárnok, lelkész, prelátus, prépost, parancsnok, lovag stb. A nagyobb rendek különféle területi szervezetekre (konzulátus, legátus, szenátus stb.) oszlanak. Díszes
felvonulásokat tartanak az új tagok felavatása (gyakran templomban) és más ünnepi események alkalmával. Újabban nők is tagjai lehetnek. Az új tagokat a régiek ajánlhatják.
Az első borlovagrendek, illetve borászati intézmények már a középkorban megjelentek. Több francia borvidéken, mint Bordeaux, Champagne, Burgundia, Bergerac, Elzász stb. számos borlovagrend létezett. A tagjai szinte kizárólag bortermelők voltak, akik a közös piaci és politikai érdekképviselet és a kölcsönös segítségnyújtás érdekében szövetkeztek egymással. A legrégibb ilyen szövetség az 1199-ben alapított akvitániai Jurade de Saint-Emilion volt, mely fokozatosan feledésbe merült, majd 1948-ban felújították.